# Balai (accessoire de percussion)
Pour les articles homonymes, voir Balai (homonymie).

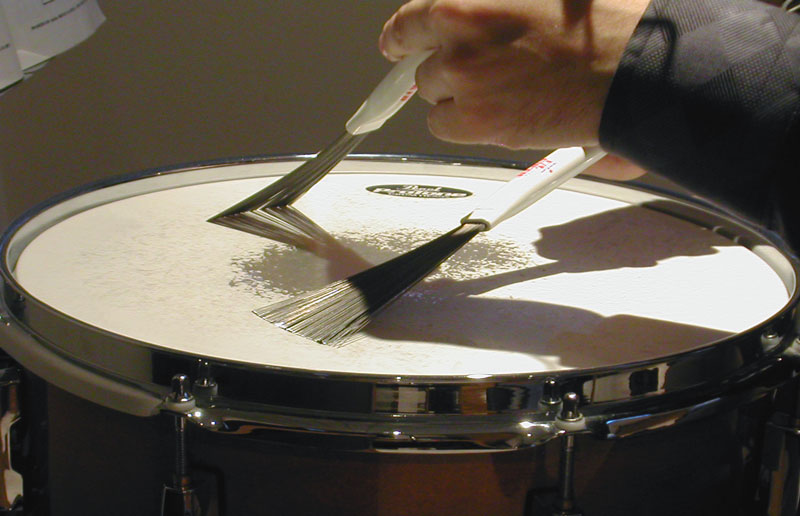
Batteur jouant des balais sur une caisse claire.

En musique, le balai est un accessoire de percussion. Il est composé d’un faisceau de brins métalliques et utilisé de façon similaire à une baguette pour frapper les instruments de percussion.

## Histoire
L'histoire des balais a commencé au début des années 1900 à la Nouvelle-Orléans. S'inspirant de la tradition du balayage rythmique des barbiers (tradition musicale du barbershop) et du brossage des cireurs de chaussures, les batteurs étaient à la recherche d'un son plus doux. Ils ont expérimenté des tapettes à mouches en fils métalliques fins, qui ressemblaient déjà beaucoup aux balais de jazz spéciaux produits à partir de 1920 environ,

## Structure
Les balais sont composés d'un manche servant de poignée, et constitué d'un tube métallique recouvert de caoutchouc, de plastique ou de bois. Les fils du balai ont différentes épaisseurs et peuvent être en acier ou en plastique (généralement en nylon). Dans certaines variantes, ils peuvent être retirés à l'intérieur du manche à l'aide d'une tige métallique. Cela permet de modifier l'angle d'ouverture de l'éventail de fils, et donc leur dureté agissant contre la peau frappée.

## Utilisation
Les balais ont un son doux et fluide, créant des conditions idéales pour l'interprétation de ballades de jazz. Ils sont utilisés dans de nombreux genres musicaux, comme le modern jazz, la country, le dixieland et le jazz de la Nouvelle-Orléans.

## Mode de jeu
La technique de « balayage » a pour but la production d'un son constant et rythmiquement bruyant (sustained). Une main se déplace de manière circulaire sur la caisse claire pendant que l'autre main phrase ou crée une rythmique de swing continue. Cela varie en fonction du style souhaité. Pour obtenir ce son de balayage, il faut une surface de peau de tambour rugueuse (peau naturelle ou peau synthétique revêtue).
Avec les balais, on peut aussi jouer en frappant, comme avec les baguettes, mais le son et le comportement de la frappe sont totalement différents.
Le jeu des cymbales peut être réalisé au choix avec le manche (poignée) ou avec les fils du balai.